# Конгоні Свейна
Конгоні Свейна ( Alcelaphus buselaphus swaynei ) — це зникаюча антилопа, яка живе в Ефіопії. Раніше  ареал антилопи також поширювався на територію Сомалі. Сьогодні в Сомалі антилопа є вимерлою. Конгоні названий на честь британського офіцера Х.Г.К. Свейна (1860–1940).
До початку 1890-х років конгоні Свейна був дуже поширеним по всій Ефіопії та Сомалі. Потім популяція зменшилася через епідемію в середині 1890-х років, яка призвела до надзвичайно високого рівня смертності диких тварин і домашньої худоби.
Конгоні Свейна демонструє екологічні відмінності від інших підвидів конгоні, оскільки віддає перевагу лукам у вологий і сухий сезони. Він любить коротку траву не більше 30 см і віддає перевагу спаленим лукам. Надання переваги спаленим лукам стало актуальним у розробці ефективних стратегій збереження підвиду (і, можливо, всього виду). 

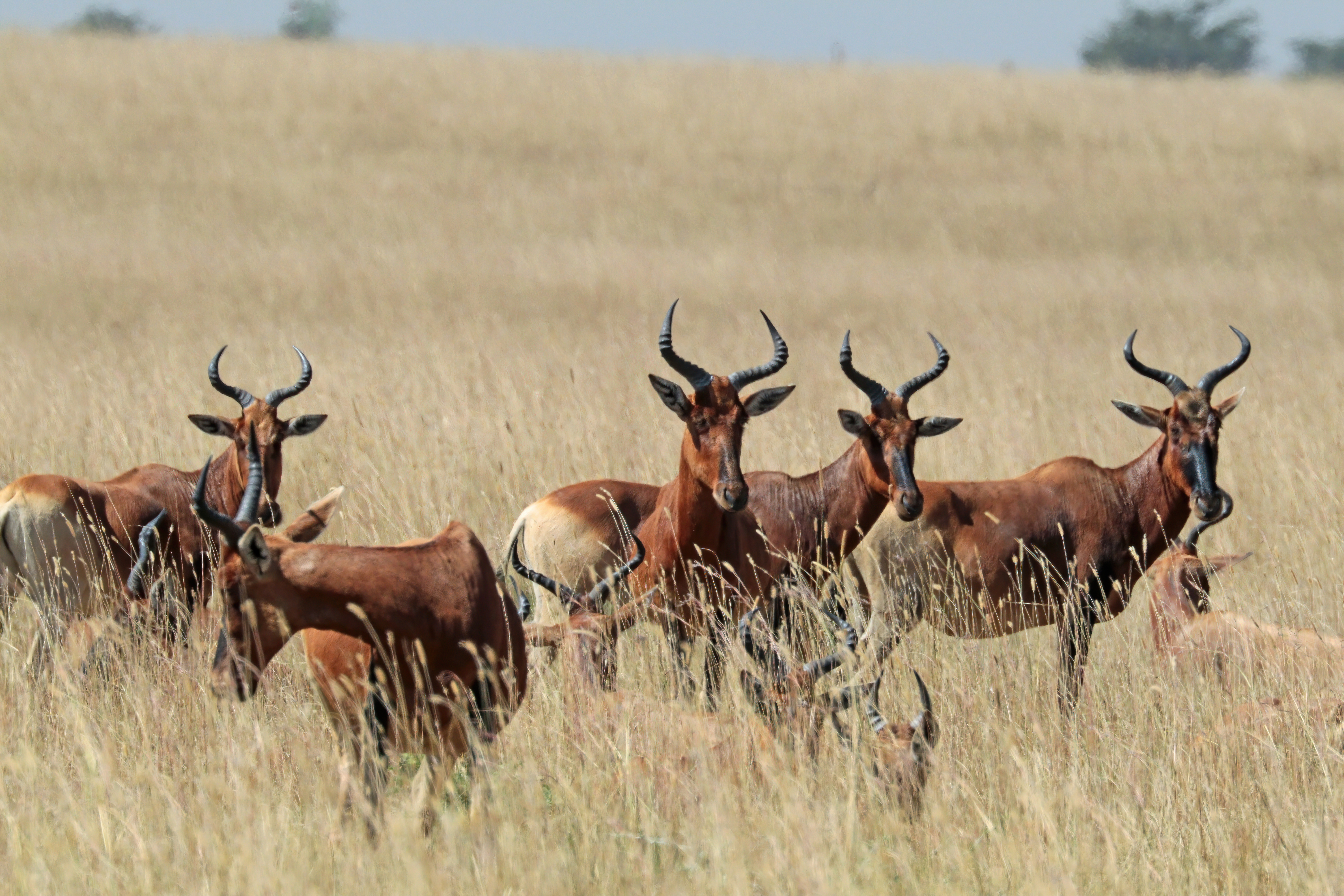
стадо бубала Свейна